# Période militaire d'initiation et de perfectionnement à la Défense nationale
La période militaire d'initiation et de perfectionnement à la Défense nationale (ou PMIP-DN) est une période de stage permettant à de jeunes français volontaires d'acquérir les bases du savoir militaire de l'Armée de l'air leur permettant d'effectuer une formation militaire initiale du réserviste (FMIR). Elle est ouverte aux jeunes de nationalité française âgés de plus de 16 ans et de moins de 30 ans à la date des dépôts de dossier. 
Une PMIP-DN est composée de deux phases :
- une période militaire d'initiation (PMI) de 7 jours
- une période militaire de perfectionnement (PMP) de 5 jours